# Розмагнічення
Розмагнічування — це процес зменшення або усунення залишкового магнітного поля. Він названий на честь гауса, одиниці магнетизму, яка, своєю чергою, названа на честь Карла Фрідріха Гауса. Через магнітний гістерезис, як правило, неможливо повністю звести магнітне поле до нуля, тому розмагнічування зазвичай викликає дуже невелике "відоме" поле, яке називається зміщенням. Розмагнічування застосовувалось для зменшення магнітних сигнатур кораблів під час Другої світової війни. Розмагнічування також використовується для зменшення магнітних полів в електронно-променевих моніторах і для знищення даних, що зберігаються на магнітному накопичувачі.

## Корпуси кораблів

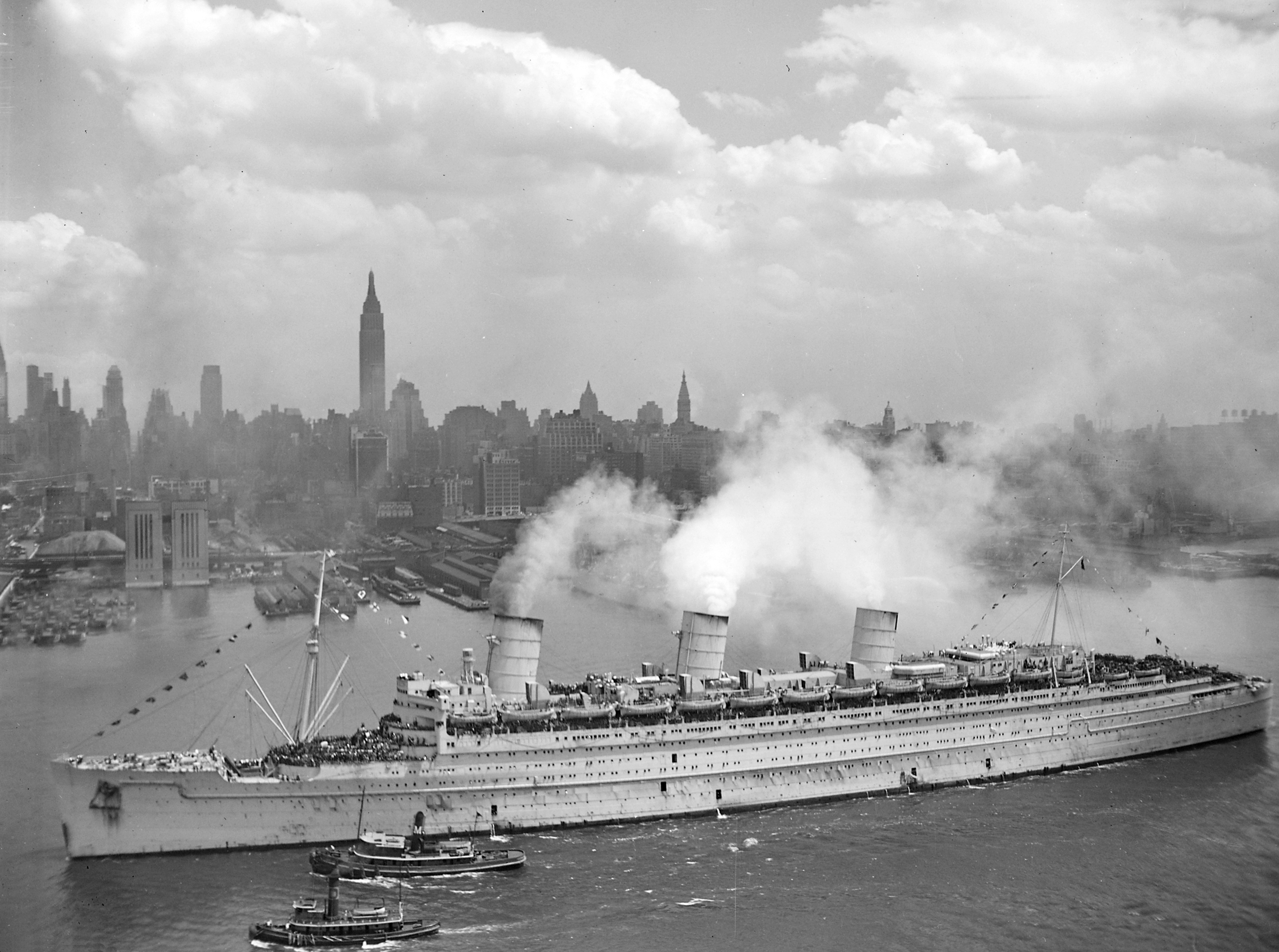
RMS Королева Марія прибув до гавані Нью-Йорка, 20 червня 1945 року, з тисячами американських солдатів – зверніть увагу на видатну розмагнічувальну котушку, що проходить навколо зовнішнього корпусу

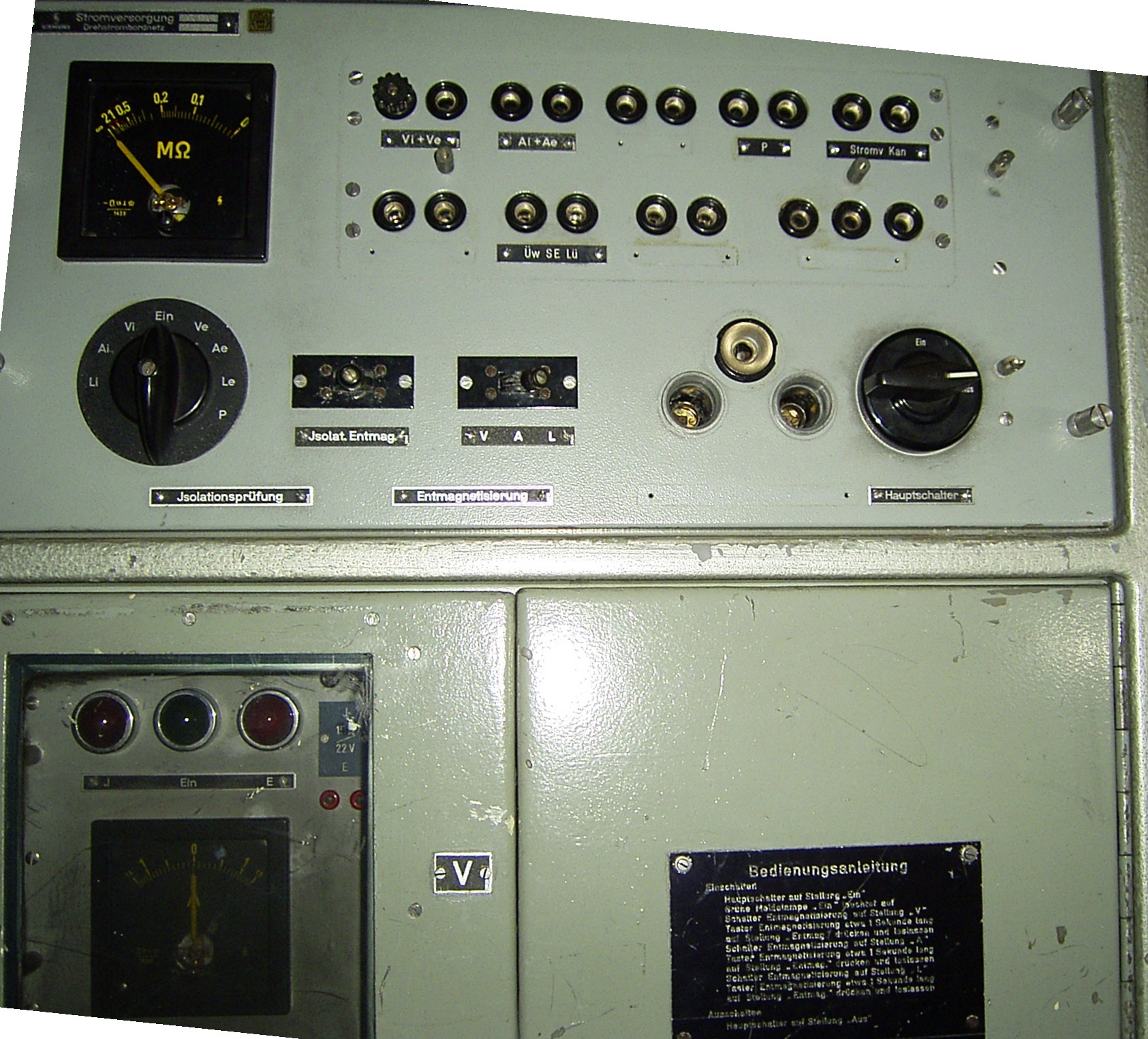
Панель управління пристрою MES ("Magnetischer Eigenschutz", переклад з німецької: магнітний самозахист) на німецькому підводному човні

Цей термін вперше був використаний тодішнім командувачем Чарльзом Ф. Гудеве, Королівського канадського морського добровольчого резерву, під час Другої світової війни, намагаючись протидіяти німецьким магнітним морським мінам, які винищували британський флот. Міни виявляли магнітне поле, яке концентрувалося на стальному кораблі внаслідок дії  магнітного поля Землі. Вчені Адміралтейства, в тому числі Гудев, розробили низку систем для наведення на кораблі невеликого поля "N-pole up", щоб компенсувати цей ефект, тобто сітчасте поле було таке ж, як і фон. Оскільки німці використовували гаус як одиницю сили магнітного поля в спрацьовувачах шахт (поки що не є стандартним показником), Гудев називав різні процеси протидії мінам "розмагнічуванням". Цей термін став загальновживаним словом.
Оригінальним методом розмагнічування було встановлення електромагнітних котушок на кораблі, відоме як намотування. На додаток до можливості постійного перекосу корабля, обмотка також дозволила змінити поле зміщення в південній півкулі, де міни були встановлені для виявлення полів "S-pole down". Британські кораблі, зокрема крейсери та лінкори, були добре захищені приблизно до 1943 року.
Встановлення такого спеціального обладнання було занадто дорогим і важким, щоб обслуговувати всі кораблі, які потребують цього, тому флот розробив альтернативу, що називається витиранням, яке також розробив Гудев і яку зараз також називають знешкодження. Ця процедура полягала у натяганні великого електричного кабелю уздовж борту корабля з протікаючим через нього електричним струмом близько 2000 ампер. Це наклало належне поле на корабель у вигляді незначного нахилу. Спочатку вважалося, що стукіт моря та корабельні двигуни повільно рандомізують це поле, але під час випробувань це не виявилося справжньою проблемою. Пізніше було усвідомлено більш серйозну проблему: корабель, подорожуючи через магнітне поле Землі, повільно підхоплює це поле, протидіючи наслідкам розмагнічування. Відтоді капітанам було наказано якомога частіше змінювати напрямок, щоб уникнути цієї проблеми. Однак, нахил врешті-решт зникав, і кораблі доводилося дегазувати за графіком. Менші кораблі продовжували використовувати протирання під час війни.
Щоб допомогти евакуації Дюнкерка, британці за чотири дні "витерли" 400 кораблів.
Під час Другої світової війни ВМС США замовив спеціалізований клас розмагнічуючих кораблів, здатних виконувати цю функцію. Один із них, USS Deperm (ADG-10), був названий після виконаного завдання.
Після війни можливості магнітних запобіжників були значно покращені, які виявляли не саме поле, а зміни в ньому. Це означало, що розмагнічений корабель з магнітною "гарячою точкою" всеодно уникне міни. Крім того, була виміряна точна орієнтація поля, що просте магнітне поле не могло прибрати, принаймні для всіх точок на кораблі. Для компенсації цих ефектів була введена серія дедалі складніших котушок із сучасними системами, що включають не менше трьох окремих наборів котушок для зменшення поля по всіх осях.

## Високотемпературна надпровідність
У квітні 2009 року ВМС США протестували прототип своєї високотемпературної надпровідної котушки для розмагнічування, яка називається "HTS-розмагнічуванням". Система працює, оточуючи судно надпровідними керамічними кабелями, метою яких є нейтралізація магнітного сигналу корабля, як у старих мідних системах. Головною перевагою системи розмотування котушок HTS є значно менша вага (іноді на 80%) та вища ефективність.
Морський корабель або підводний човен з металевим корпусом спричиняє зміни в магнітному полі під час подорожі завдяки магніто-механічній взаємодії з магнітним полем Землі. Це також визначає магнітну орієнтацію в магнітному полі Землі, в якому проходить об'єкт. Це явище може використуватися для спеціальних мін або для виявлення підводних човнів, кораблів та літаках з обладнанням. Військово-морські сили застосовують розмагнічення як протидію цьому.
Для проведення процедури використовуються спеціалізовані засоби знешкодження, такі як станція знешкодження флоту Пойнт Ламберта на Морській станції Норфолку, або Підводний флот Тихоокеанського флоту, магнітний приглушувальний пристрій (МПП) в Об'єднаній базі Перл-Харбор-Хікам. Під час магнітної обробки із закритим обгортанням, великі мідні кабелі оточують корпус і надбудову судна, а через кабелі йде сильний електричний струм (до 4000 ампер). Як наслідок зникає магнітне положення судна внаслідок проходження електрики через корпус. Також можна присвоїти конкретну сигнатуру, яка найкраще підходить для певної області світу, в якій буде працювати корабель. У приводних магнітних глушителях всі кабелі або підвішені зверху, знизу та з боків, або приховані в конструкційних елементах споруд. Розмагнічення є тривалим. Це робиться лише один раз, за винятком випадків, коли на судні виконуються капітальні ремонти або структурні зміни.

## Ранні експерименти
З випуском залізних кораблів було відзначено негативний вплив металевого корпусу на рульові компаси. Також було помічено, що удари блискавки мали значний вплив на відхилення компаса, яке спричиняло в деяких випадках розворот магнітного позначення корабля. У 1866 році Еван Хопкінс із Лондона зареєстрував патент на процес "деполяризації залізних суден і залишення їх без будь-якого впливу на компас". Методика була описана наступним чином: "Для цього він використовував ряд батарей Гроува та електромагнітів. Останні повинні були проходити вздовж пластин для досягнення бажаного результату... процес не повинен бути перебільшений, через страх повторної поляризації в протилежному напрямку." Однак, як повідомляється, винахід "нежиттєздатний" і "швидко помер природною смертю".

## Кольорові електронно-променеві трубки
Кольорові ЕПТ-дисплеї — технологія, що лежала в основі телевізійних та комп’ютерних моніторів донедавна, використовувала розмагнічування. Багато ЕПТ-дисплеїв використовують металеву пластину біля передньої частини трубки, щоб переконатись, що кожен електронний промінь потрапляє у відповідний фотолюмінофор правильного кольору. Якщо ця пластинка намагнічується (наприклад, якщо хтось розміщує магніт на екрані), відхиляє електронні пучки, і відображуване зображення спотворюється та знебарвлюється.
Щоб мінімізувати це, ЕПТ мають мідь, або часто в дешевих приладів зустрічається алюміній та котушку, обмотану навколо передньої частини дисплея, яку називають котушка для розмагнічування. Монітори без внутрішньої котушки можна розмагнітити за допомогою зовнішньої портативної версії. Внутрішні котушки розмагнічування в ЕПТ, як правило, набагато слабкіші, ніж зовнішні котушки розмагнічування, оскільки сильніша котушка розмагнічування займає більше місця. Дегаусс змушує магнітне поле всередині трубки швидко коливатися зі зменшенням амплітуди.Це залишає тіньову маску з невеликим і дещо рандомізованим полем, усуваючи знебарвлення.

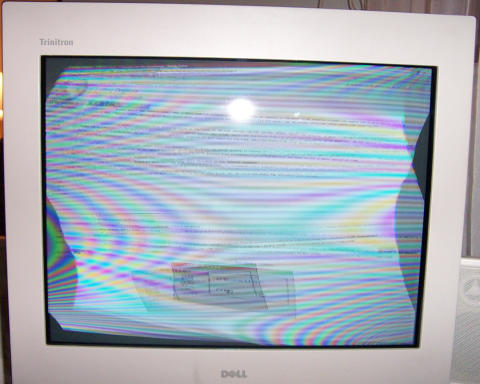
Триває розмагнічування

Багато телевізорів і моніторів автоматично розмагнічують свою фотокамеру при увімкненні перед тим, як показувати зображення. Сильний стрибок струму, який відбувається під час цієї автоматичної демагнітації, є причиною чутного "гулу" або гучного гулу, який можна почути (і відчути), коли телевізори та монітори ЕПТ-комп'ютера ввімкнені. Візуально це призводить до різкого тремтіння зображення протягом короткого періоду часу. Опція розмагнічування зазвичай доступна для ручного вибору в меню операцій на таких приладах.
У більшості комерційного обладнання імпульсний струм розмагнічувальної котушки регулюється простим терморезисторним пристроєм із позитивним температурним коефіцієнтом (PTC), який спочатку має низький опір, але швидко змінюється на високий опір через ефект нагрівання поточного потоку. Такі пристрої призначені для одноразового переходу від холодного до гарячого при включенні; "експериментування" з ефектом розмагнічування шляхом багаторазового ввімкнення та вимкнення пристрою може призвести до виходу цього компонента з ладу. Ефект також буде слабшим, оскільки PTC не встигне охолонути.

## Магнітні носії даних
Дані, які зберігаються, в магнітних носіях, таких як жорсткі диски, дискети та магнітна стрічка, завдяки чому дуже маленькі ділянки, які називаються магнітними доменами, змінюють своє магнітне вирівнювання в напрямку прикладеного магнітного поля. Це явище відбувається приблизно так само, як стрілка компаса вказує в напрямку магнітного поля Землі. Розмагнічування, яке зазвичай називають стиранням, залишає домени у випадкових шаблонах, не віддаючи перевагу орієнтації, тим самим роблячи попередні дані недоступними. Є деякі домени, магнітне вирівнювання яких не є невпорядкованим після розмагнічування. Інформацію, яку представляють ці домени, зазвичай називають магнітною перебудовою або залишковою намагніченістю. Правильне розмагнічування забезпечить невеликий магнітний залишок відновлення даних.
Видалення шляхом розмагнічування може бути здійснено двома способами: при стиранні змінним струмом середовище розмагнічується, застосовуючи змінне поле, яке з часом зменшується в амплітуді від початкового великого значення (тобто, живлення змінного струму); при стиранні постійним струмом середовище насичується шляхом застосування односпрямованого поля (тобто, що працює від постійного струму або за допомогою постійного магніту). Розмагнічувач — це пристрій, який може генерувати магнітне поле для розмагнічування магнітних носіїв інформації.

### Незворотні пошкодження деяких типів носіїв інформації
Багато форм загальних магнітних носіїв інформації можна повторно використовувати після розмагнічування, включаючи аудіокасету з намотуванням на барабан, відеокасети та дискети. Ці старі типи носіїв — це просто вихідний носій, який перезаписується новими шаблонами, створеними головками читання/запису з фіксованим вирівнюванням.
Однак для певних форм комп’ютерного зберігання даних, таких як сучасні жорсткі диски та деякі стрічкові накопичувачі, розмагнічування робить магнітний носій повністю непридатним і пошкоджує систему зберігання. Це пов’язано з пристроями, що мають плавно регульований механізм позиціювання головки читання/запису, який спирається на спеціальні дані сервоприводу (наприклад, код Грея), який може бути назавжди записаний на магнітний носій. Ці дані сервоприводу записуються на носій на заводі за допомогою спеціального обладнання для сервопису.
Шаблони сервоприводу, як правило, не перезаписуються пристроєм з яких-небудь причин і використовуються для точного розташування головок читання/запису та керують доріжками даних на носіях, щоб компенсувати раптові переміщення пристрою, термічне розширення або зміну орієнтації. Розмежування без розбору видаляє не тільки збережені дані, але й дані управління сервоприводом, а без даних сервоприводу пристрій більше не може визначати, де дані слід читати або записувати на магнітному носії. Дані сервоприводу повинні бути переписані, щоб знову стати придатними для використання; на сучасних жорстких дисках це, як правило, неможливо без сервісного обладнання, яке залежить від виробника та часто залежить від моделі.